# 阿莱克西·莱霍

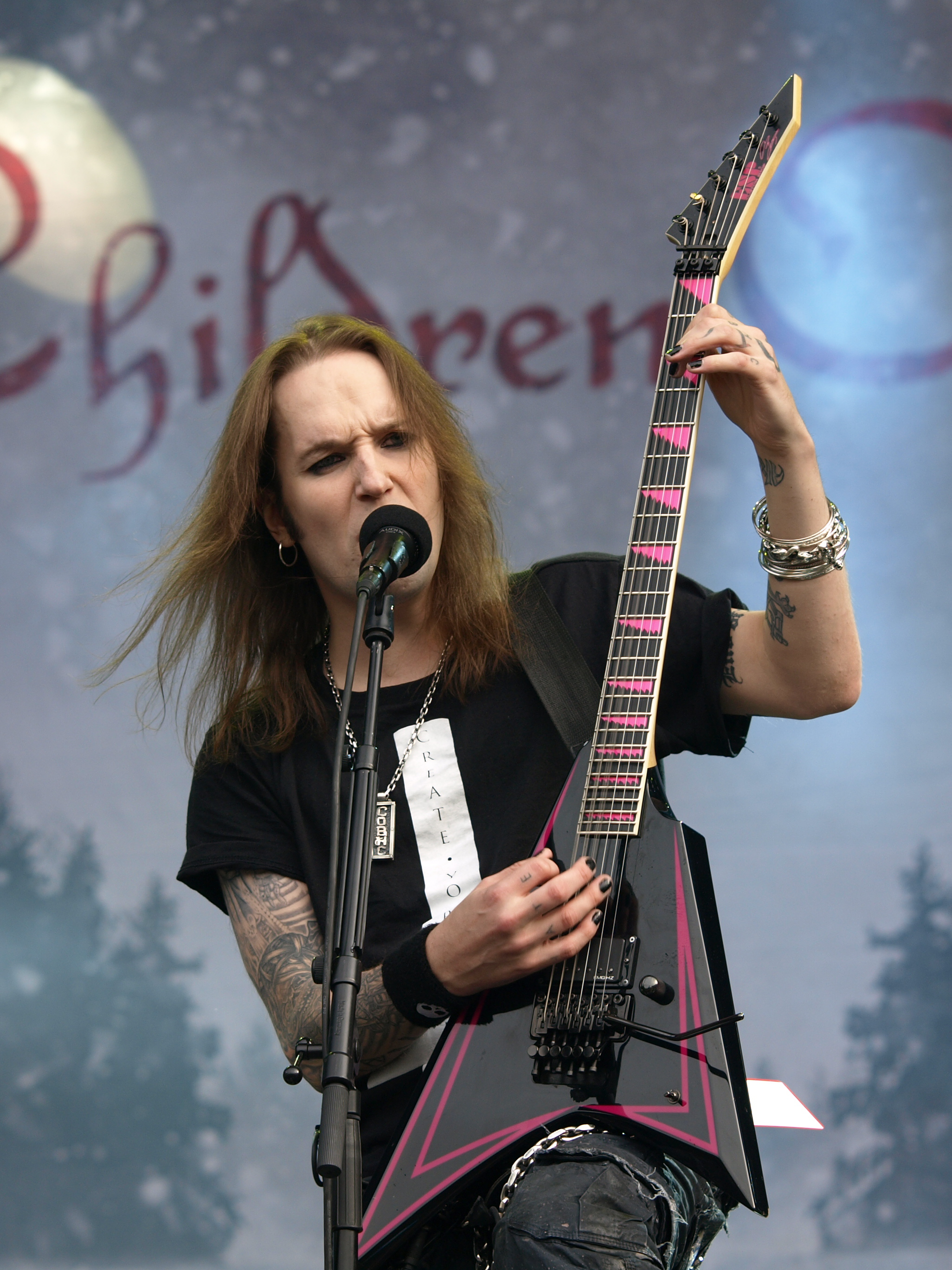
莱霍在2013年演出时的情景

阿莱克西·莱霍（芬蘭語：Alexi Laiho，1979年4月8日—2020年12月，出生名Markku Uula Aleksi Laiho），是芬蘭旋律死亡金屬/力量金屬樂團死神之子的主唱兼主奏吉他手。
《吉他世界》（Guitar world）雜誌将其列为世界排行前50名的吉他最快速彈者之一。他使用ESP牌電吉他。
2021年1月4日报道，莱霍于前一个星期2020年底时去世。近几年以来莱霍一直遭受健康原因的困扰。